# ابن عراق الصوفي
شمس الدين أبو علي محمد بن علي الكناني الدمشقي المعروف بـابن عراق (1473 - نوفمبر 1526) (878 - صفر 933) متصوف مسلم وكاتب عربي شامي. ولد في دمشق ونشأ وجيهاً شجاعاً انفرد بالفروسية. واشتغل بالصيد والشطرنج والنرد والتنعم، ثم انقطع إلى العلم والتصوف، وسكن بيروت وبني زاوية ابن عراق سنة 1517. ثم حج فجاور بالحرمين، واشتهر وانتفع الناس بعلمه. له عدة مؤلفات. توفي بمكة المكرمة عن عمر يناهز 53 عامًا. 

## مؤلفاته
ومن من مصنفاته:
- «هداية الثقلين في فضل الحرمين»
- «السفينة العراقية»
- «المنح العامية والنفحات المكية»
- «شرح العباب»: في فقه الشافعية، لم يتم،
- «مواهب الرحمن»
- «جوهرة الخواص »
- «رسالة في علم المواعظ»
- «كشف الحجاب برؤية الجناب»